# Халіско
Халі́ско (ісп. Jalisco; ацт. Xalixco) — штат на заході Мексики, на узбережжі Тихого океану. Площа 80 386 км². Населення 6 652 232 чоловік (2005). Адміністративний центр — місто Ґвадалахара.

## Історія

### Період нестабільності (1824—1885)

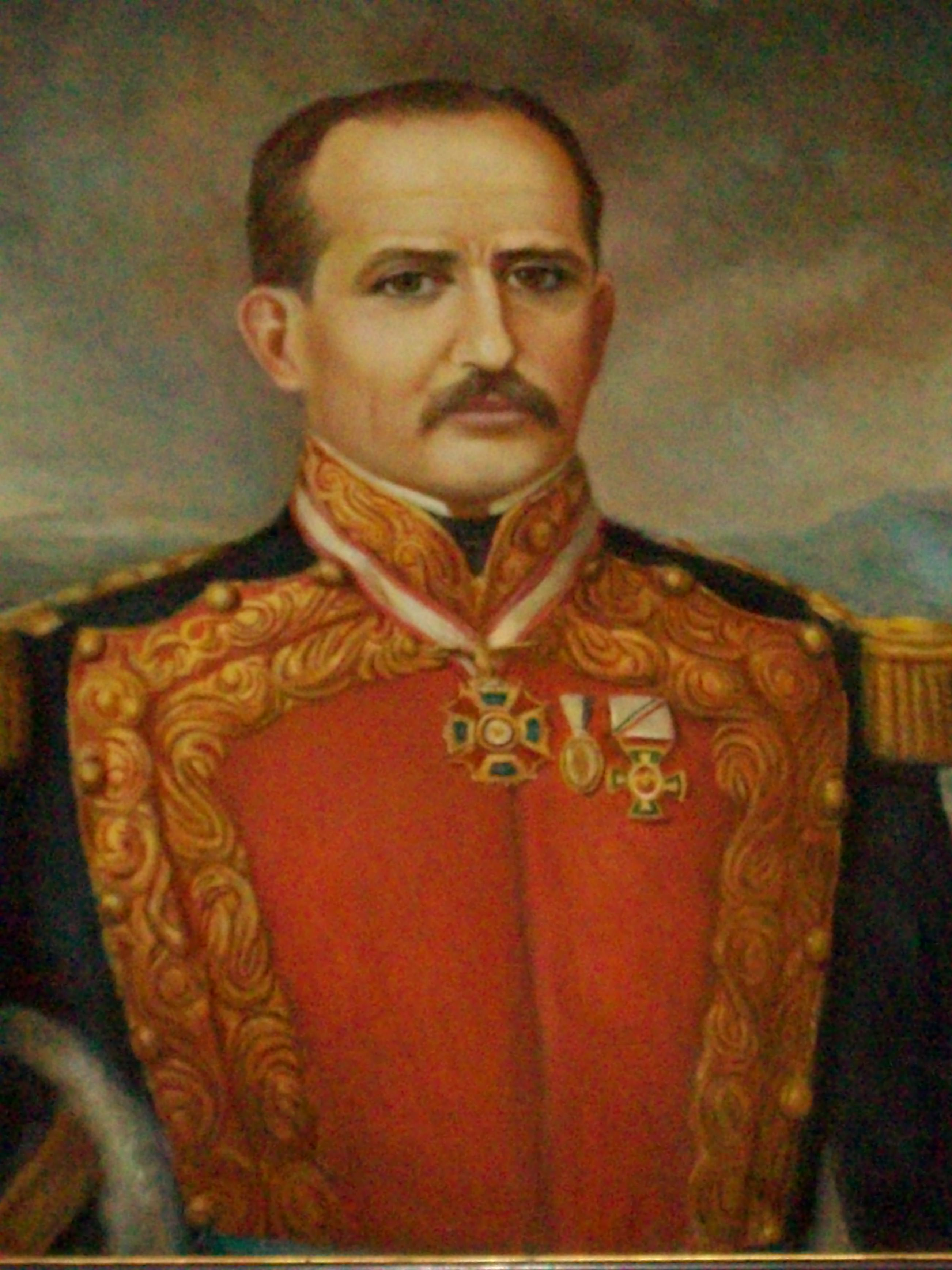
Перший губернатор Халіско Пріскіліано Санчес

Незалежність та нова Конституція Мексики не принесли політичної стабільності в Халіско. За шістдесятирічний період з 1825 по 1885 рр. в Халіско було зафіксовано 27 селянських (переважно місцеві етнічні групи) бунтів. 17 повстань відбулися протягом одного десятиліття в період 1855-64 років, а в 1857 році було виявлено 10 окремих повстань. У 1852 році войовничі племена Команчі досягли і Халіско. Як і в сусідніх округах на той час за Халіско не могли закріпити постійний статус називаючи спочатку його департаментом, потім штатом, потім знову повертаючі його на попередній статус. Така непостійність була пов'язана з тим, що ліберали підтримували федеральну форму правління, в той час коли консерватори боролися за постійний контроль над територіями з Мехіко. Здебільшого селянські повстання відбувалися за підтримки лібералів проти централізації правління консерваторів. У 1834 році Халіско та інші західні штати намагалися сформувати коаліцію проти панування диктатора Антоніо Лопеса де Санта-Анни, але під натиском великої групи прихильників Санта-Анни лідери Ґвадалахари змушені були піти у відставку. Під час Американсько-мексиканської війни Халіско захищав свої кордони від вторгнення американських військ разом зі штатами Мехіко, Керетаро, Сан-Луїс-Потосі, Сакатекас та Агуаскальєнес. І хоча війська США дійшли до порту Сан-Блас — цим штатам вдалося уникнути їхнього вторгнення.
У 50-60-х роках XIX ст. уряд Халіско змінювався 18 разів в період 1855—1864 роками. У 1858—1862 роках, під час війни реформ, Беніто Хуарес був змушений  переховуватися у Ґвадалахарі створивши альтернативний уряд. Халіско залишався в основному під контролем консерваторів до 1861 року. Війна була руйнівною для економіки держави спровокувавши масові міграції. З тридцяти найважливіших битв у війні реформ, 12 відбулися на території Халіско.
Під час європейської інтервенції в Мексиці, французькі війська увійшли до штату у 1865 році. Фактично наставника Наполеона III Максиміліана I мексиканські племена не визнавали — у 1866 році французькі сили були розбиті під муніципалітеті Халіско Акатлан-де-Хуаресом мексиканським генералом Евлогіо Парра та звільнили від французів Ґвадалахару. Область Сан-Блас була перетворена на військовий округ, який пізніше став штатом Наяріт.

### Революція (1910—1920)

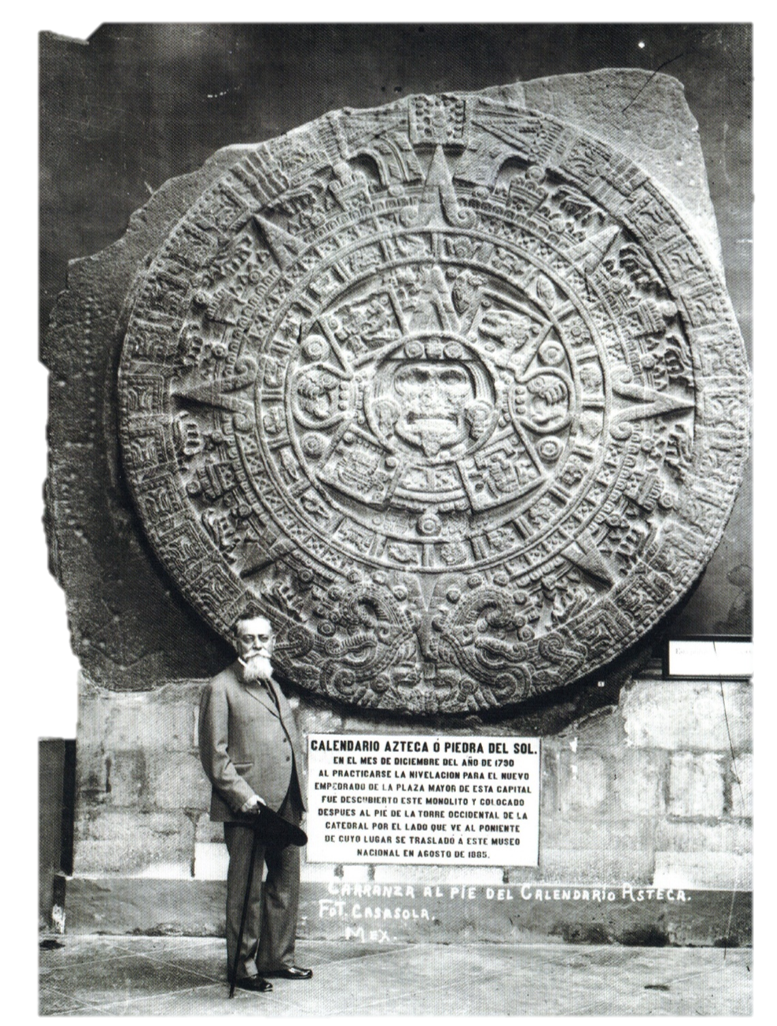
Венустіано Карранса біля Каменю Сонця (1917)

Під час мексиканської революції більшість сільських мешканців містечок штату Халіско такі як Лос-Альтос, Маскоти, Тальпи, Кугуйо, Тлахомулько, Тали, Акатлану, Езатлану, Хосподіпадукуїльї, Мазамітли, Айтлану, Магдалени, Сан-Андреаса та ін. підтримали повстанські загони на чолі із  Венустіано Карранса. Проте їхній супротив був неорганізованим і слабким для протистояння федеральним військам.
У 1914 році наставник Карранси Мануель М. Дієгес став губернатором Халіско. Дієгес переслідував духовенство, займався конфіскацією майна багатих та боровся проти прихильників Вікторіана Хуерта страчуючи їх або ув'язнюючи. Пізніше Франціско Вілья наполіг на звільненню духовенства, усунувши Дієгоса від влади. Вілья змусив Дієгоса втікати зі штату, але розраховуючи на селянську  підтримку, Дієгос почав їм роздавати конфісковане золото. У квітні 1915 року Карранса переміг сили Вілья та відновив Дієгоса на посаді губернатора.  
У Мехіко Карранса зайняв пост верховного командувача та впровадивши різні соціальні та економічні реформи, такі як обмеження церковної політичної влади та перерозподіл сільськогосподарських угідь. Одним з головних наслідків революції була Конституція 1917 року, в якій наголошувались обмежені права  для духовенства, зокрема заборона на богослужіння за межами церкви. Для штату Халіско були визначені кордони, які закріпилися за цими землями. 

### Новий час

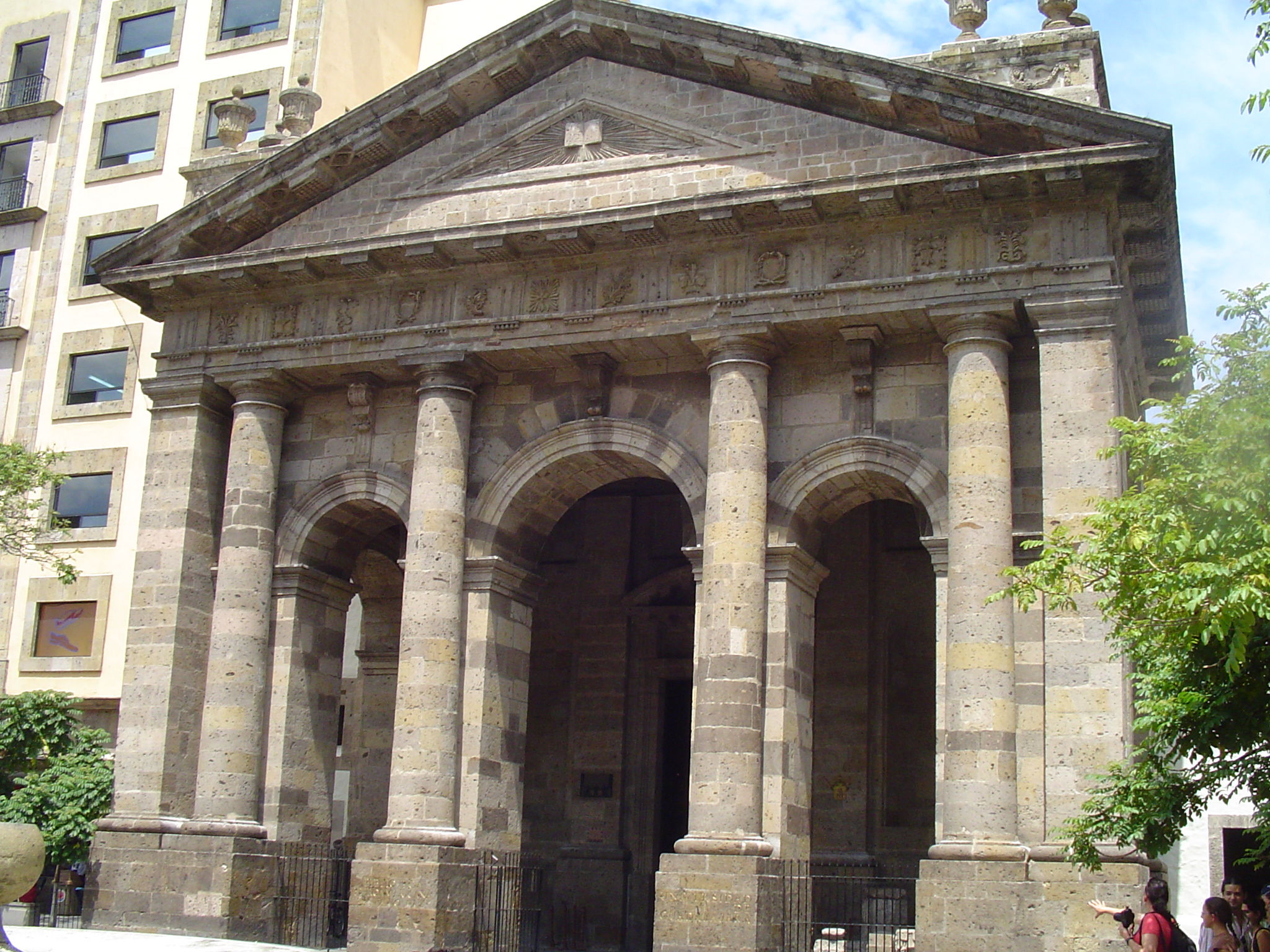
Стара будівля університету

Новий конституційний закон, прийнятий президентом Плутарко Еліасом Келлесом, щодо обмеження прав духовенства, багато хто не підтримав у штаті — особливо робітничі та селянські класи. У 1926 році  цей закон почав бойкотуватися, а в 1927 році 13 католицьких спільнот, на чолі зі священником Аманда де-Альба, підняли збройне повстання проти уряду, більш відоме як війна Крістеро. У 1928 році лідерам Крістеро вдалося встановити повстанську владу на півночі Халіско, особливо в Лос-Альтосі. Армія Крістеро налічувала бл. 25 000 чоловік. В результаті боротьби в період 1926—1932 років змінилося 10 губернаторів. У 1929 році війну вдалося припинити, хоча в деяких містах протистояння продовжувалися до 1930 року.
У 1925 році в Ґвадалахарі почав модернізуватися університет, який був побудовіаний у 1792 році, але з певних причин у 1933 році його було закрито. Діяльність університету було відновлено у 1939 році.
У 50-ті роки у штаті відчувся економічний зріст, хоча інвестування штату було в основному зосереджено на Ґвадалахарі, що привело до певної нерівності поміж містами.
У 1974 році злочинне угрупування викрало колишнього губернатора Хосе Гуадалупе Зіно, але звільнила його через кілька днів.
У 1985 році в муніципалітеті Сіхуатлана стався землетрус, який завдав значної шкоди будівлям та місцевому населенню.

## Економіка
Ґвадалахара є одним із десяти найбільших економічних міст Латинської Америки за рівнем ВВП, і посідає третє місце у Мексиці, після Мехіко та Монтерея.  Вигідне географічне розташування міста та його розвинута інфраструктура, добре сприяють торгівлі з іншими штатами. У 1987 році  був заснований конвенційний центр «Expo Guadalajara», який був визнаний  найважливішим центром комерції у Мексиці. Значний центр обробної промисловості (близько 7 % мексиканської промисловості), що працює на довізній сировині. Харчова (млинарська і олійно-жирова) промисловість дає 43 % вартості продукції (1960), текстильна і шкіряно-взуттєва 15 %, хімічна 10 %. Розвивається машинобудування, виробництво добрива та цементу.